# .ps
.ps – domena internetowa przypisana dla stron internetowych z Autonomii Palestyńskiej. Została utworzona 22 marca 2000. Zarządza nią Ministry Of Telecommunications & Information Technology, Government Computer Center..